# SN 2008ag
SN 2008ag – supernowa typu II-P odkryta 3 lutego 2008 roku w galaktyce IC4729. W momencie odkrycia miała maksymalną jasność 16,70m.